# Région de recensement de Prince of Wales - Outer Ketchikan
La région de recensement de Prince of Wales - Outer Ketchikan (Prince of Wales-Outer Ketchikan Census Area en anglais) est une région de recensement de l'État d'Alaska aux États-Unis, partie du borough non-organisé.

## Villes
- Coffman Cove
- Craig
- Edna Bay
- Hollis
- Hydaburg
- Hyder
- Kasaan
- Klawock
- Metlakatla
- Naukati Bay
- Point Baker
- Port Protection
- Thorne Bay
- Waterfall
- Whale Pass